# نهر عيسى
نهر عيسى 
كان من أنهار بغداد القديمة، وانه يعود إلى عهد البابليين وكان اسمه قنال إنليل (باتي إنليل)، وعلى ضفته قريتين هما صرصر العليا وصرصر السفلى، وربما قيل نهر صرصر، فنسب النهر اليهما، وبين السفلى وبغداد نحو فرسخين. قال عبيد الله بن الحر:
وهو متشعب من نهر الفرات. ونهر عيس ونهر صرصر نهران مختلفان.
 ونهر عيسى لا تزال آثاره ماثلة قرب عقرقوف، ومن فروعه نهر الصراة. وان أصل النهر هو نهر الرفيل، وإنما غلب عليه أسم عيسى نسبة إلى عيسى بن علي بن عبد الله بن العباس، عَمُّ الخليفة أبو جعفر المنصور، حيث أعاد حفره وكريه، وإجراه من تحت قصره الذي عرف باسم قصر عيسى.
وكان كورة كبيرة، وقرى كثيرة، وعمل واسع في غربي بغداد ، يأخذ من الفرات عند قنطرة دمما، ثم يمر فيسقي طسوج فيروز سابور حتى ينتهي إلى المحول، ثم يتفرع من انهار تتخرق إلى مدينة السلام، ثم يمر بالياسرية، ثم قنطرة الرومية وقنطرة الزياتين، وقنطرة الأشنان، وقنطرة الشوك، وقنطرة الرمان، وقنطرة المغيض عند الأرحاء، ثم قنطرة البستان، ثم قنطرة المعبدي، ثم قنطرة بني زريق، ثم يصب في دجلة عند قصر عيسى بن علي. وكان عند كل قنطرة سوق يعرف بها.
وكانت السفن تجري في نهر عيسى قادمة من الفرات إلى أن تقع في دجلة، قادمة من الرقة ويحمل فيها الدقيق والتجارات من الشام ومصر، وتصير إلى فرضة عليها الاسواق وحوانيت التجار لا تنقطع في وقت من الأوقات، فالماء لا ينقطع.